# Garriga de Montllobar
La Garriga de Montllobar és un indret del terme municipal de Tremp, al Pallars Jussà, dins de l'antic terme de Fígols de Tremp. Està situat al nord-oest de Montllobar, al nord de la carretera C-1311, a l'alçada del punt quilomètric número 13. És a la capçalera dels barrancs de Torricó i de Cambranal.